# Леукопенија
Леукопенија или леукоцитопенија је стање које се карактерише смањењем број леукоцита (белих крвних ћелије) у крви испод нормалних вредности (3,4-4,0 х 109/l). Она је једна од последица одређених болести у организму, узимања одређених лекова или излагања одређеним спољним утицајима. Значај леукопеније огледа су у томе што указује на акутна или хронична стања изазвана инфекцијом коже или слузокоже али на по живот опасна стања јер смањен број пре свега неутрофилних гранулоцита (неутропенија) може да узрокује смањену одбрамбену способност организма од инфекција и појаву сепсе.

## Леукоцити или беле крвне ћелије
Назив леукоцит (WBC), означава неколико врста белих крвних ћелија. Њихова улога је вишеструка, најчешће имунолошка, у одбрани организма од болести првенствено изазваних патогеним микроорганизми, али и многим токсичним материјама. Главна особина леукоцита је да постају способни да препознају стране антигене. У једном литру крви, здраве одрасле особе, налази се од 4 до 10 милијарди белих крвних зрнаца (3,9 - 10x109/l).
Највећи број леукоцита, настаје у коштаној сржи, а другим делом у тимусу, лимфним жлездама и чворовима и слезини. Најзначајнија жлезда за развој леукоција је грудна жлезда (тимус)смештена у средогруђу (медијстинуму) испод грудне кости, битна за развој једне подврсте лимфоцита, Т лимфоцита.
Леукоцити се разликују према изгледу, заступљености, месту настанка и функцији. Према облику једра и мембране деле се на гранулоците (са зрнастом цитоплазмом и режњевито једром) и агранулоците (са хомогеном цитоплазмом и округлим једром). 
Леукоцити садрже око 80% воде, велике количине гликогена (као извор енергије), доста нуклеопротеида, хистамина и хепарина. Од физичких особина белих крвних зрнаца најважније је њихово амебоидно кретање којим прелазе из крви у ткива. Облик и изглед појединих врста леукоцита се разликује; па су тако сви леукоцити периферне крви округлог облика, грануласти леукоцити у цитоплазми имају специфичне грануле које се боје киселим и базним бојама, а има и неутралних гранула. 
Животни век леукоцита је различит. Тако нпр. гранулоцити након што доспеју у крв живе још око 5 дана, док други леукоцити, који настају у коштаној сржи, остају док за њима не настане потреба. 

### Врсте белих крвних зрнаца
Постоје три главне врсте белих крвних зрнаца; гранулоцити, лимфоцити, моноцити. 

#### Гранулоцити
Гранулоцити су најбројнија врста леукоцита која чини већину белих крвних зрнаца у периферној циркулацији. Карактеришу се режњевитим једром и гранулисаном цитоплазма. Стварају се у јетри код плода (фетуса), а код деце и здравих особа у коштаној сржи. Постоје три врсте гранулоцита: 
- Неутрофили, зреле гранулоцитне ћелије које могу да нападају и разарају бактерије и вирусе чак и у крвној циркулацији.
- Еозинофили, популација гранулоцитних леукоцита која учествују у одбрани организма од алергијских агенаса и паразитарних инфекција.
- Базофили, најмање заступљена популација леукоцита у периферној крви који учествују у алергијском одговору.

#### Лимфоцити
Лимфоцити су друга група леукоцита која кружи лимфним системом, и примарно се ствара у слезини, и у мањем броју у коштаној сржи. То су округле ћелије са крупним једром, које потискујући цитоплазму у страну, заузима преко 90% унутрашњости ћелије. Постоје три врсте лимфоцита; 

##### Б-ћелије
Ове ћелије настају и дозревају у коштаној сржи, док Т ћелије проистичу из коштане сржи, али дозревају у тимусу стварају антитела која се везују за патогене чиниоце и на тај начин омогућавају њихово уништавање. 

##### Т-ћелије
Ове ћелије настају из коштане сржи, али дозревају у тимусу. Оне се развију у плазма ћелије, и потом стварају антитела која се везују за патогене чиниоце (бактерије, вируси и гљивице) и на тај начин омогућавају њихово уништавање. Т-ћелије могу бити: 
Цитотоксичне Т-ћелије, убице
Ове ћелије препознају и убијају ненормалне или заражене ћелије организма болесника.
Помагачке Т-ћелије
Као што им само име каже, ове ћелије помажу другим ћелијама да униште заразне микроорганизме.
Потискујући (супресорске) Т-ћелије
Супресорске ћелије потискују активност других лимфоцита тако да они не уништавају нормално ткиво
Међутим само цитотоксичне ћелије директно учествују у уништавању страних агенаса у телу док помагачке и супресорске Т-ћелије имају регулациону улогу у имунском одговору организма кроз лучење цитокина којима се модулише понашање осталих, углавном ефекторских ћелија, имунског система. 

##### Лимфоцитне ћелије убице
Лимфоцитне ћелије убице као и цитотоксичне Т-ћелије, способне су да уништавају ћелије тела које су инфициране вирусом.

#### Моноцити
Моноцити су беле крвне ћелије које се стварају у коштаној сржи. Када из циркулације пређу у друга ткива, развијају се у макрофаге, који потом делују као „усисивачи“ који, слично неутрофилним гранулоцита, имају способност да фагоцитују („поједу“) остатке изумрлих ћелија у организму. За разлику од неутрофила, макрофаги могу да фагоцитују и целе ћелије, а учествују и у презентацији делова патогених организама лимфоцитима, како би их они препознали и уништили (Т лимфоцити), или створили одговарајућа антитела (Б лимфоцити).

## Референтне вредности леукоцита
Референтне (физиолошке) вредности белих крвних зрнаца или леукоцита
| Укупан број леукоцита (WBC) | - 3,9-10 x 10 на 9/l или 3,900 - 10,000 (mm³) |
| Леукоцитарна формула        | - Неутрофилни гранулоцити (NEU) — 40-70% (2 - 6 x 109/l) - Моноцити (MONO) — 1-10% (0.1 - 0.8 x 109/l) - Еозинофилни гранулоцити (EOS) — 0-6% (0.05 - 0.4 x 10 на 9/l) - Лимфоцити (LYM) — 20-50% (1 - 4 x 10 на 9/l) - Базофилни гранулоцити (BASO) — 0-1% (0.03 - 0.1 x 109/l) |

Бела крвна зрнца, укупне вредности у крви
| Врсте лимфоцита                                              | Категорија пацијената | Доња граница           | Горња граница            | Мерна јединица                |
| Бела крвна зрнца (WBC)                                       | Одрасли               | 3.5 • 3.9 • 4.1, • 4.5 | 9.0, • 10.0 • 10.9, • 11 | - x109/L - x103/mm3 - x103/μL |
| Бела крвна зрнца (WBC)                                       | Новорођенчад          | 9                      | 30                       | - x109/L - x103/mm3 - x103/μL |
| Бела крвна зрнца (WBC)                                       | У првој години        | 6                      | 18                       | - x109/L - x103/mm3 - x103/μL |
| Неутрофилни гранулоцити (A.K.A. grans, polys, PMNs, or segs) | Одрасли               | 1.3, 1.8, • 2          | 5.4 • 7 • 8              | - x109/L                      |
| Неутрофилни гранулоцити (A.K.A. grans, polys, PMNs, or segs) | Одрасли               | 45-54                  | 62 • 74                  | - % of WBC                    |
| Неутрофилни гранулоцити (A.K.A. grans, polys, PMNs, or segs) | Новорођенчад          | 6                      | 26                       | - x109/L                      |
| Неутрофили округле форме                                     | Одрасли               |                        | 0.7                      | - x109/L                      |
| Неутрофили округле форме                                     | Одрасли               | 3                      | 5                        | - % of WBC                    |
| Лимфоцити                                                    | Одрасли               | 0.7 • 1.0              | 3.5 • 3.9, • 4.8         | - x109/L                      |
| Лимфоцити                                                    | Одрасли               | 16-25                  | 33 • 45                  | - % of WBC                    |
| Лимфоцити                                                    | Новорођенчад          | 2                      | 11                       | - x109/L                      |
| Моноцити                                                     | Одрасли               | 0.1 • 0.2              | 0.8                      | - x109/L                      |
| Моноцити                                                     | Одрасли               | 3, 4.0                 | 7 • 10                   | - % of WBC                    |
| Моноцити                                                     | Новорођенчад          | 0.4                    | 3.1                      | - x109/L                      |
| Мононуклеарни леукоцити (Лимфоцити+ моноцити)                | Одрасли               | 1.5                    | 5                        | - x109/L                      |
| Мононуклеарни леукоцити (Лимфоцити+ моноцити)                | Одрасли               | 20                     | 35                       | - % of WBC                    |
| T ћелије                                                     | Одрасли               | 0.4 • 0.5              | 1.5 • 1.8                | - x109/L                      |
| Еозинофилни гранулоцити                                      | Одрасли               | 0.0 • 0.04             | 0.44 • 0.45 • 0.5        | - x109/L                      |
| Еозинофилни гранулоцити                                      | Одрасли               | 1                      | 3 • 7                    | - % of WBC                    |
| Еозинофилни гранулоцити                                      | Новорођенчад          | 0.02                   | 0.85                     | - x109/L                      |
| Базофилни гранулоцити                                        | Одрасли               | 40                     | 100 • 200 • 900          | - x106/L                      |
| Базофилни гранулоцити                                        | Одрасли               | 0.0                    | 0.75 • 2                 | - % од WBC                    |
| Базофилни гранулоцити                                        | Новорођенчад          |                        | 0.64                     | - x109/L                      |

## Етиологија
Леукопенија, која се дефинише као смањење укупног броја леукоцита, може бити последица: 
- Изолованог смањења броја одређене врсте ћелија које се убрајају у леукоците,
- Смањења више или свих врста ћелија која се убрајају у леукоците.

### Врсте леукопеније
Како су неутрофилни гранулоцити и лимфоцити најбројнији леукоцити, најчешће леукопеније су:
Неутропенија
Неутропенија (гранулоцитопенија) је посебна врста леукопеније коју карактерише смањење броја гранулоцита, односно неутрофила испод 
2х109/L. Агранулоцитоза је најтежи облик недутропеније у којем је број гранулоцита у периферној крви изразито смањен или су они потпуно нестали.
Најчешћи узроци неутропеније су лекови који било директном супресијом матичних ћелија костне сржи, било деструкцијом гранулоцита у периферној крви изазивају ово стање. 
Неутропенија која најчешће настаје секундарно може бити последица вирусних и бактеријских инфекција, затим имунолошких механизама, физичких и хемијских агенаса (зрачење, цитостатици, бензол, хлорамфеникол, антитироидни лекови), а такође и као последица болести коштане сржи и хиперспленизма.
Лимфопенија
Лимфопенија  посебна је врста леукопеније коју карактерише смањење броја лимфоцита, испод 1.500 ћелија по микролитру крви у одраслих соба или испод 3.000 ћелија по микролитру у деце.
Код здраве особе, лимфоцити чине 15% - 40% свих белих крвних ћелија у крвној циркулацији. Лимфоцити су средишни део имунског система, са главном функцијом да заштите тело од вирусне инфекције, и помогну другим ћелијама у заштити организма од бактеријских и гљивичних инфекција, развојем у ћелије које производе антитела (плазма ћелије), које се боре против рака и помажу усклађивати активности других ћелија у имунском систему.

Лимфопенију могу узроковати различите болести и стања. Број лимфоцита се може смањити убрзо након тешког стреса и током лечења које укључује кортикостероиде као што је преднизон, хемотерапије рака и зрачне терапије. Болесници који имају низак број Т лимфоцита обично имају тежу лимфопенију и уопштено пате од озбиљнијих последица него болесници који имају низак број Б лимфоцита, али у оба случаја мањак лимфоцита може бити смртоносан.
Остале врсте белих крвних ћелија, због њиховог значајно мањег броја у крви, не узрокују класични облик леукопеније, већ посебне облике смањења броја леукоцита: 
Еозинопенија — смањењем броја еозинофилних гранулоцита 
Базопенија — смањењем броја базофилних гранулоцита
Моноцитопенија — смањењем броја моноцита - моноцитопенија.
Као најчешћи могући узроци леукопеније у литератури се наводе:
| Инфекције                        | - Бактеријске (тифус, паратифус, бруцелоза) - Вирусне (инфлуенца, мале богиње, рубеола, инфективни хепатитис, вирусна пнеумонија) - Рикециозе - Протозоа (маларија) - Тешке инфекције као што су милијарна туберкулоза и инфекције болесника са смањеним имунитетом |
| Лекови                           | - Изолована неутропенија - Апластична анемија |
| Инфекције коштане сржи           | - Рак - метастазе рака - Лимфоми - Миелофиброза - Мултипли мијелом |
| Анемије                          | - Апластична анемија - Мегалобластична анемија - Тешка сидеропенична анемија |
| Системске болести везивног ткива | - Системски еитемски лупус - Шегренов синдром |
| Остали узроци                    | - Леукемија (како и алеукемичните форми) - Хиперспленизам - Идиопатска неутропенија - Токсичне хемикалије - Јонизујуће зрачење - Стечени синдром недостатка имуности (АИДС)                                                                                         |
| Наследне болести                 | - Агамаглобулинемија - DiGeorgeov синдром - Wiskott-Aldrichov синдром |

## Патофизиологија

### Лековима узрокована леукопенија
Један број лекова може својим нежељеним дејством може да има утицај на број и функцију белих крвних зрнаца, као што су:
- Клозпин, антипсихотик који може штетно да утиче на недостатак свих врста гранулоцита (неутрофила, базофила и еозинофила).
- Бупропион (Wellbutrin), антидепресив који се примењује код лечења зависности од пушења
- Миноциклине, дивалпроек натријум и валпроицчна киселина, лекови који се користе за лечење епилепсије (конвулзије), маније (биполарних поремећаја) и мигрене.
- Ламотригин, аннтиепилептички лек, такође је повезан са смањеним броја белих крвних зрнаца.
- Имуносупресивни лекови, као што су сиролимус и микофенолат мофетил, такролимус, цикоспорин, затим неки лекови који се користе за лечење мултипле склерозе, као што су Ребиф, Авонек и Бетасерон.
- Цитостатици, могу да изазову леукопенију, пре свега утицајем на бела крвна зрнца произведена у коштаној сржи. Заједничка нуспојава терапије против рака је неутропенија и снижење неутрофила (специфичних врста белих крвних зрнаца). У циљу превенције леукопеније на седам до 15 дана након почетка примене хемотерапеутика обавезна је контрола крвне слика.[9]

### Тровањем хемикалијама изазвана леукопенија
Смањен број белих крвних зрнаца може да буде присутан у случајевима тровања арсеном.

### Анемијом изазвана леукопенија
Апластична анемија
Патолошко стање у организму настало као последица смањене производње довољног броја ћелија крви означава се као апластична анемија. Она је једна од анемија која настају као последица оштећења коштане сржи (сунђерастог ткива које се налази у централном делу дугих костију), и њених матичних ћелија из којих растом, деобом и диференцијацијом настају ћелије крви - црвена крвна зрнца (еритроцити), бела крвна зрнца (леукоцити) и крвне плочице (тромбоцити).
У апластична анемија, болесникове старе крвне ћелије (укључујући и леукоците) пропадају, а истовремено не стварају се нове које би вршиле неопходне функције. 
Апластична анемија може бити идиопатска, када не постоји њен јасно дефинисан узрок и секундарна, која настаје као последица дејства неког унутрашњег или спољашњег фактора.
Мегалобластична анемија
Сидеропенична анемија

## Клиничка слика неутропеније
Клиничка слика леукопеније најчешће се манифестује клиничким знацима локалне или општа инфекција, док се блажи или асимптоматски облици неутропеније могу повезани са већим бројем болести различите етиологије. Према трајању клиничке слике леукопенија може бити акутна (краткотрајна) и хронична (дуготрајна).
| Акутна неутропенија   | - Грозница, знојење, умор - Главобоља, болови у мишићима - Понекад се може јавити продромална фаза која траје 1-2 дана и карактерише се исцрпљеношћу - Најчешће локализације инфекције су на коже и слузокожи, са знацима црвеног и едематознога грла. После 1-2 дана јавља се демаркација некротичних подручја, гангрена, улцерације прекривене жуто-сиво-зеленом мембраном |
| Хронична неутропенија | - Клиничка слика је мање изражена а најчешћи симптоми су слабост, малаксалост, исцрпљеност. - Инфекције се обично локализована на кожу и слузокоже. Оне су углавном хроничне и не реагују на антибиотике. - Некроза и улцерација су уобичајена, а зарастање рана је успорено. Због недостатка гранулоцита, стварање гноја је смањено.                                        |

## Терапија
Лечење леукопеније углавном зависи од њеног узрока. Тако се нпр. неутропенија лечи искључиво лековима против болести који су довели до пада броја леукоцита. Болесник са агранулоцитозом захтева изолацију у посебним хигијенским условима и примену симптоматске терапија (антибиотици, кортикостероиди и др).
Лимфопеније узроковане након примене неког лека обично нестају, неколико дана, након што болесник престане узимати лек. Када је узрок АИДС, симптоматском терапијом се може постићи врло мало повећање броја лимфоцита, мада неки лекови као што је АЗТ (зидовудин) и ДДЛ (диданозин) могу повећати број Т помоћних лимфоцитних ћелија.